# Sân vận động bóng chày Daegu
Sân vận động bóng chày Daegu là sân vận động ở Daegu, Hàn Quốc. Nó hầu hết được sử dụng để chơi bóng chày và là sân chủ nhà của Samsung Lions. Sân vận động có sức chứa 13.941  Lưu trữ ngày 20 tháng 10 năm 2015 tại Wayback Machine người và được xây dựng vào 1948.